# 東京キッズクラブ
『東京キッズクラブ』は、BSフジで2002年4月から2006年3月まで放送されていた子供向け番組。

## 概要
地上波のフジテレビ系で放送されていた『ポンキッキーズ21』の派生番組として、また、当時BSフジで放送されていた『うたであそぼうピンポンパン』『Myポンキッキーズ』が統合され、本番組が誕生した。
放送時間は2002年4月から2003年3月までは19:00 - 20:00、2003年4月から2004年3月までは17:30 - 18:55、2004年4月からは17:30 - 19:00、当番組のコーナーであった『きかんしゃトーマス』は単独番組となり、19:00 - 19:15の時間帯で放送された。しかし実際のところ、独立後の番組「きかんしゃトーマス（番組名）」も事実上東京キッズクラブのワンコーナーのような扱いを受けていた。
2006年4月からは、当番組のコーナーであった「Myポンキッキーズ」が「Myポンキッキ」として独立したため、放送時間が18:00 - 19:00へと短縮され、タイトルも『東京キッズクラブ2』に改名された。（「きかんしゃトーマス」は「トーマスくらぶ」と番組名を変え、放送時間が17:15 - 17:30になり、「Myポンキッキ」の放送時間は17:30 - 18:00になった。）

## 内容の変遷
「Myポンキッキーズ」「うたであそぼう！ピンポンパン」を統合し、東京キッズクラブと改題して放送開始。出演者は当時地上波で放送されていたポンキッキーズ21からバットム（Bro.TOM）、エミージョ（はしのえみ）、爆チュー問題（爆笑問題）らが登場した。当時ポンキッキーズ21にてMCを担当していた井ノ原快彦は未登場。トムさんのかみしばい、爆チュー問題の部屋、エミージョのコーナー、ガチャピンチャレンジ、きかんしゃトーマスなどコーナーの大半はポンキッキーズ21や過去のポンキッキシリーズからの再放送であったが、一部「うたであそぼう！ピンポンパン」から引き継いだコーナーや東京キッズクラブ独自の新コーナーも用意された。
| 担当         | 出演者（2002年度）                                                                        |
| ------------ | ----------------------------------------------------------------------------------------- |
| MC           | バットム（Bro.TOM）/チビミミナガバンディクート                                            |
| 出演者       | 爆チュー問題（爆笑問題）/エミージョ（はしのえみ）                                         |
| キャラクター | ガチャピン/ムック/Pちゃん/コニーちゃん/ビンゾー/やさい星人/ワーニ―＆ワーニ―ミニ/クリン 他 |
| その他       | 山チュー秀樹（山中秀樹） /スターダストレビュー/モーニング娘。となかまたち 他              |
| OP           | 不定                                                                                      |
| ED           | 不定                                                                                      |

2003年度より女性ミュージカルグループ「東京メッツ」のメンバーであった西奈里紗がMCとして登場した。ガチャピンやムックと共に外ロケをしたり、子供が遊べるスポットを訪問するコーナーやライブイベントも担当した。また東京キッズクラブのオリジナルコーナーとして、明治製菓のイソジンのキャラクターだったカバくんを起用した「カバくんのなんじゃらホイ！」を放送開始した。その後このコーナーはタイトルや内容を変更しつつ、2015年頃まで「ガチャピンClub」「beポンキッキーズ」の中で放送された。2002年度のポンキッキーズ21にて実施された音楽のリクエストコーナー（フジテレビKIDSクラブのホームページ内にて視聴者からアンケートを募り、その中からルーレットを回して放送する曲を決めていた）は当番組に移行して引き続き放送された。
| 担当         | 出演者（2003年度）                                                                        |
| ------------ | ----------------------------------------------------------------------------------------- |
| MC           | バットム/チビミミナガバンディクート/西奈里紗                                              |
| 出演者       | エミージョ/サイボーグ三瓶（三瓶）/爆チュー問題                                            |
| キャラクター | ガチャピン/ムック/Pちゃん/コニーちゃん/ビンゾー/やさい星人/ワーニ―＆ワーニ―ミニ/クリン 他 |
| その他       | 山チュー秀樹（山中秀樹） /モーニング娘。となかまたち/REAL BLOOD 他                        |
| OP           | 不定                                                                                      |
| ED           | 不定                                                                                      |

4月より当番組のワンコーナーであった「きかんしゃトーマス」が独立した。番組表の上では別番組の扱いであったが、前説を行っていたのが当番組のMCだった西奈里紗だったこともあり、実質的には同じ番組の扱いをされていた。2004年3月限りでポンキッキーズ21を降板したエミージョ、サイボーグ三瓶は過去コーナーの再放送や当番組のオリジナルコーナーにて引き続き出演した。「カバくんのなんじゃらホイ！」は「カバくんの日本一！」と改題し引き続き放送された。
| 担当         | 出演者（2004年度）                                                                        |
| ------------ | ----------------------------------------------------------------------------------------- |
| MC           | バットム/チビミミナガバンディクート/西奈里紗                                              |
| 出演者       | エミージョ/サイボーグ三瓶/爆チュー問題/二代目シスターラビッツ                             |
| キャラクター | ガチャピン/ムック/Pちゃん/コニーちゃん/ビンゾー/やさい星人/ワーニ―＆ワーニ―ミニ/クリン 他 |
| その他       | 山チュー秀樹（山中秀樹） /モーニング娘。となかまたち/REAL BLOOD 他                        |
| OP           | 不定                                                                                      |
| ED           | 不定                                                                                      |

2005年度になりオリジナルコーナーの減少、また西奈里紗の出番が極端に減り、よりポンキッキシリーズの再編集番組という趣旨が強くなった。地上波「ポンキッキーズ21」「ポンキッキーズ」のシスターラビッツの代替わりにより、当番組のシスターラビッツも二代目から三代目に交代した。10月よりオープニングに「スーパーチャリママ」、2006年1月よりエンディングに「ひなたぼっこの唄」が起用された。
| 担当         | 出演者（2005年度）                                                                        |
| ------------ | ----------------------------------------------------------------------------------------- |
| MC           | バットム/チビミミナガバンディクート/西奈里紗                                              |
| 出演者       | エミージョ/爆チュー問題/三代目シスターラビッツ                                            |
| キャラクター | ガチャピン/ムック/Pちゃん/コニーちゃん/ビンゾー/やさい星人/ワーニ―＆ワーニ―ミニ/クリン 他 |
| その他       | 山チュー秀樹（山中秀樹） /モーニング娘。となかまたち/REAL BLOOD 他                        |
| OP           | 不定/スーパーチャリママ                                                                   |
| ED           | 不定/ひなたぼっこの唄                                                                     |

ポンキッキーズが終了し、ポンキッキにリニューアルしたことにより、番組内容も大幅にリニューアルされた。MyポンキッキーズはMyポンキッキと改題し、単独番組として独立した。当番組も東京キッズクラブから東京キッズクラブ2へと改題された。爆チュー問題、シスターラビッツなどの出演者も降板し、東京キッズクラブ開始時から続いた爆チュー問題の部屋のコーナーは終了した。エミージョのコーナーは再放送のみ継続された。また地上波のポンキッキでレギュラーとして出演していたウエンツ瑛士もコーナーの再放送のみだが出演した。2007年3月をもって地上波にてポンキッキシリーズが打ち切られ、BSフジのポンキッキ関連番組も様変わりした。Myポンキッキは「ガチャガチャポン」「ポンキッキ」の再放送を行っていた水曜19:30-20:00へ移動し、タイトルもMyてれびへと改題した。当番組は打ち切られた地上波のポンキッキと統合される形で放送を終了し「ガチャピンClub」へと引き継がれた。
| 担当         | 出演者（2006年度）                                                               |
| ------------ | -------------------------------------------------------------------------------- |
| MC           | バットム/チビミミナガバンディクート                                              |
| 出演者       | エミージョ/ウエンツ瑛士                                                          |
| キャラクター | ガチャピン/ムック/Pちゃん/コニーちゃん/やさい星人/ワーニ―＆ワーニ―ミニ/クリン 他 |
| その他       | REAL BLOOD 他                                                                    |
| OP           | スーパーチャリママ                                                               |
| ED           | ひなたぼっこの唄                                                                 |

## コーナー
- Myポンキッキーズ

　視聴者がディレクターを務め好きなコーナーを選ぶ形となっており、ポンキッキーズ21の21の数字にちなんで21分間の放送をしていた。
- オレのクルマ

　視聴者のお気に入りのミニカーを紹介するコーナー。
- きかんしゃトーマス（2004年3月まで）

　エピソード1話で構成された。2004年からはトーマスのコーナーが番組として独立するため、放送を終了。
- カバくんのなんじゃらホイ！（2003年4月～2004年3月まで）

- カバくんの日本み～つけた!（2004年4月から）
- ズントコトンズ

前番組「うたであそぼう！ピンポンパン」から引き続き放送。
- ワーニーズ・ワークショップ（ポンキッキーズ）
- HAPPY HAPPY おめでとう（視聴者の誕生日をお祝いするコーナー。初出はポンキッキーズ21。）
- ジャカジャカジャンケン
- 爆チュー問題（コント）
- ガチャピンチャレンジ
- サタキッズ（イベントなど）
- トムさんのかみしばい（紙芝居）
- エミージョはいっとうしょう（ミニドラマ）

その他にも、ポンキッキシリーズのコーナーや歌の再放送も行っていた。また2003～2004年にかけてはお姉さんの西奈里紗とガチャピン、ムックによる彫刻の森美術館、ライブイベントの振り返りなどのコーナーも挿入された。

## 出演者
- バットム（声：ブラザートム）

Myポンキッキーズ等のコーナーで司会を務めた。
- チビミミナガバンディクート（声：イズミカワソラ）

Myポンキッキーズ等のコーナーで司会を務めた。また、お誕生日コーナーも担当。
- 西奈里紗

バットム、チビミミと共に2003年から番組終了まで司会を担当した。
また、きかんしゃトーマスの前説も行っていた。
- ガチャピン（声：雨宮玖二子）
- ムック（声：松田重治）
- コニーちゃん（声：クリス智子）
- Pちゃん
- ビンゾー
- やさい星人
- ジャカジャカセブン（コーナーの再放送のみ）
- 爆チュー問題（爆笑問題）（コーナーの再放送のみ）

爆チュー問題の部屋のコーナーにて出演。
- エミージョ（はしのえみ）

地上派ポンキッキ―ズ、ポンキッキーズ21にて放送されたエミージョのコーナーの再放送にて出演したほか、ポンキッキーズ21を降板した2004年4月からは当番組にて「エミージョはいっとうしょう」のコーナーを担当した。
- サイボーグ三瓶（三瓶）
- REAL BLOOD

「世界中のこどもたちが」「風の花束」「青い空白い雲」などを歌唱。
- 二代目シスターラビッツ（2004年4月から2005年3月まで）
  - 荷田麻彩
  - クレイトン愛
  - 大野愛友佳
  - 有安杏果
  - 上野一舞
  - 遼花
  - 清水舞

- 三代目シスターラビッツ（2005年4月から2006年3月まで）
  - 大谷友里
  - 板垣萌子
  - 今田舞香
  - 松井夢
  - 橋本彩花
  - 廣瀬碧紀
  - 石田旬莉

## Myポンキッキーズ
リクエストリスト
- うたリスト1
  - ♪	あいうえおほしさま
  - ♪	雨は天使のパラシュート
  - ♪	アラッ！でんわ
  - ♪	いっぽんでもにんじん
  - ♪	いろいろこんにちわ
  - ♪	うめぼしのうた
  - ♪	えくぼのはてな
  - ♪	オーイかばくん
  - ♪	おかしいぞう
  - ♪	おっぱいがいっぱい
  - ♪	おなかがいっぱい
  - ♪	おはなのホテル
  - ♪	おふろのかぞえうた
  - ♪	おやつのおうさま
  - ♪	およげ！たいやきくん
  - ♪	およめなんかにいかないで
  - ♪	回文２１めんそう
  - ♪	かくれんぼうさぎ
  - ♪	かぜひいてねんね
  - ♪	カッパッパ
  - ♪	かなしくなるなんて
  - ♪	がまがえるガマエル
  - ♪	きた！きた！とっきゅう
  - ♪	きみのせなかにのったら
  - ♪	きゃときゅとキャット
  - ♪	恐竜が街にやってきた
  - ♪	きんこんかんのうた
  - ♪	ぐるぐるマーチ
  - ♪	ケンカのあとは
  - ♪	ごあいさつのうた
  - ♪	こころくん・こころさん
  - ♪	こねこのしーにゃん
  - ♪	このみちどんどん
  - ♪	ごめんなさい Oh yeah
  - ♪	暦をめくってきしゃがゆく
  - ♪	こんこんこんのこぎつねさん
  - ♪	さすらいのカメハメハ
  - ♪	サンデーパパ
  - ♪	サンド！１！２！３！
  - ♪	ジャブジャブロック
  - ♪	ジャンケンパラダイス
  - ♪	十二支のうた
  - ♪	シュガーシュガー
  - ♪	ジョキジョキテーラー
  - ♪	すいちゅうサーカス
  - ♪	せかいのくるま
  - ♪	そらとぶさんりんしゃ
  - ♪	そらのおねえさん
  - ♪	タツジンになるんだもん
  - ♪	たなあげおんど
  - ♪	タヌキのあかちゃん
  - ♪	月のブランコ
  - ♪	てんしのおしっこ
  - ♪	でんしゃのなかはおもちゃばこ
  - ♪	どうぶつえんにいったらば
  - ♪	ドキドキドン！一年生
  - ♪	どこからきたの
  - ♪	ドスコイ！
  - ♪	どないしましょっかつんつるてん
  - ♪	ドラネコソラシド
  - ♪	ドレミファンタジー
  - ♪	なまけもの
  - ♪	ニュートンファミリー
  - ♪	ねこがいっぱい
  - ♪	ねぼすけペーパームーン
  - ♪	ねんこっこ
  - ♪	のりたい電車はしるきかんしゃ
  - ♪	ばあちゃん
  - ♪	パタパタママ
  - ♪	はたらくくるま
  - ♪	はたらくくるま・２
  - ♪	はたらくくるま・３
  - ♪	パップラドンカルメ
  - ♪	パナシのうた
  - ♪	はなははなはな
  - ♪	ピーマンキッス
  - ♪	ブカブカパジャマ
  - ♪	ふしぎなジーパン
  - ♪	ふねがゆく
  - ♪	ベロベロバア
  - ♪	ほいでもってブンブン
  - ♪	ほえろ！マンモスくん
  - ♪	ぼくはジャンボのパイロット
  - ♪	ぼくはでんしゃ
  - ♪	ほしのパーランクー
  - ♪	ホネホネロック
  - ♪	ほれときどきぶた
  - ♪	まけるなうんち
  - ♪	ママのおなか
  - ♪	ままのみぎてはまほうのて
  - ♪	まる・さんかく・しかく
  - ♪	まんががまんが
  - ♪	むぎばたけのうちゅうじん
  - ♪	むしのカーニバル
  - ♪	もくべいじろべい
  - ♪	もものハート
  - ♪	ヤッホーしんかんせん
  - ♪	ユイユイ
  - ♪	ゆうべのゆめは宝島
  - ♪	ゆきのおさむらいさん
  - ♪	ようちえんにはいったら
  - ♪	ララサラマ
  - ♪	２１００年ガチャピンキッド
  - ♪	ABCのうた
  - ♪	One Two Three
  - ♪	SOSペンペンコンピューター
- うたリスト2
  - ♪	Future For You
  - ♪	キミとボク
  - ♪	さあ冒険だ
  - ♪	地球をくすぐっチャオ！
  - ♪	でたらめな歌
  - ♪	なぞのやさい星人あらわる
  - ♪	夏の決心
  - ♪	日曜日の食事
  - ♪	ピピカソ
  - ♪	ポポ
  - ♪	メロディー
  - ♪	夢のヒヨコ
  - ♪	ロックンオムレツ
  - ♪	シャナナナナナ
  - ♪	花まつり
  - ♪	大人になっても
  - ♪	BIG BLUE BALL
  - ♪	Child's days memory
  - ♪	チビミミナガバンディクート
  - ♪	私はサイボーグ
  - ♪	たなチューえかきうたラップ
  - ♪	世界中の子供たちが
  - ♪	風の花束
  - ♪	青い空白い雲

モーニング娘。となかまたち
- - ♪	あかはなのトナカイ
  - ♪	ゆき
  - ♪	おお牧場はみどり
  - ♪	カモメの水兵さん
  - ♪	虫の声

キーズラインダンス
- - ♪	おそ～じルンルン
  - ♪	オムレツに愛をこめて
  - ♪	カウント・ダウン・フォー・ クリスマス
  - ♪	さあ冒険だ
  - ♪	そよ風のバレリーナ
  - ♪	ただ今ガリ勉中
  - ♪	バブルバスガール
  - ♪	放課後の通学路でベルが鳴らなくて
  - ♪	星空のパレード
  - ♪	よーくかんがえてみよう

スターダスト☆レビュー
- - ♪	雨にぬれても
  - ♪	上を向いて歩こう
  - ♪	大きな古時計
  - ♪	パイナップルプリンセス
  - ♪	星に願いを

きかんしゃトーマス
- - ♪	きかんしゃトーマスのテーマ
  - ♪	トビーのうた
  - ♪	やくにたつきかんしゃ
  - ♪	さかなつり
  - ♪	みかけによらないテレンス
  - ♪	ドナルドのガーガーあひる
  - ♪	ソドーとうのうた
  - ♪	たのしいきかんしゃ
  - ♪	そらのヒーロー ハロルド
  - ♪	トップハム・ハットきょうのうた
  - ♪	レイルロード・ロック
  - ♪	ぼくはきかんしゃトーマス
  - ♪	じこはおこるさ
  - ♪	いつもきぼうを
  - ♪	ゆきのワンダーランド
  - ♪	きょうそうしようよ
  - ♪	うみにゆこうよ
  - ♪	それいけナイトトレ－ン

- ガチャピンリスト

ガチャピンチャレンジ
- - ウェイクボード
  - ウルトラライトプレーン
  - エアリアル
  - カヌー
  - 空手
  - グライダー
  - サーフィン
  - サンドバギー
  - ジェットスキー
  - ジェットホバー
  - ジャンプ
  - スキューバダイビング
  - スノーボード
  - パラグライダー
  - パラセール
  - ハングライダー
  - 富士登山
  - ホバークラフト
  - マウンテンボード
  - ミニバイク
  - モーグルスキー
  - モトクロス
  - ランドヨット
  - ロッククライミング
  - 六輪車

ガチャピンの世界旅行日記
- - 　アフリカ（ケニア）
  - アフリカ（ナクル湖）
  - アメリカ（モニュメントバレー）
  - アメリカ（ヨセミテ国立公園）
  - インド
  - オーストラリア
  - カナダ
  - 韓国
  - バヌアツ
  - ブラジル（イグアスの滝）
  - マレ－シア

- 爆チュー問題リスト
  - アフリカねずみ
  - いっこくネズミ
  - 印鑑ケース
  - おたんこナス
  - おどろおどろしい
  - カスタネット
  - 蚊とり線香
  - がびょう
  - 紙コップ
  - かめ
  - くちひげ
  - クラッカー
  - クリップ
  - 携帯電話
  - 消しゴムつきえんぴつ
  - 子ども作家の絵本
  - こわいたなチュー
  - シイタケなんかこわくない
  - しっぽ
  - しゃぼん玉
  - セロテープはたのしい
  - 注射器
  - ちょうネクタイ
  - でたらめな歌２６番
  - てぶくろ
  - なかよくケンカしな
  - にじ
  - 早口言葉
  - ビックリマーク
  - 付箋（ふせん）
  - フタとクギ
  - ヘソで茶をわかす
  - へんてつもない
  - ペンライト
  - ボタン
  - マッチ棒
  - 「耳より」
  - ワイドテレビ

- トムさんのかみしばいリスト
  - あしたは月よう日
  - いつでも会える
  - うそつきのつき
  - がいこつさん
  - ガボンバのバット
  - きつねのぱんとねこのぱん
  - キャベツくん
  - 金魚と猫とライオンと
  - くろずみ小太郎旅日記 その２
  - ゴムあたまポンたろう
  - ゴリラにっき
  - さるのせんせいとへびのかんごふさん
  - しんくんとへんてこライオン
  - スースーとネルネル
  - そのつもり
  - だれのじてんしゃ
  - つえつきばあさん
  - つきよのくじら
  - つれたつれた
  - でんしゃえほん
  - 日曜日の歌
  - ねえ、まだねてるの！
  - ねぎぼうずのあさたろう
  - ねぎぼうずのあさたろう その２
  - はらぺこおおかみおぶたのまち
  - ひたひたどんどん
  - フンガくん
  - みなみのしまのサンタクロース
  - もりへいったすとーぶ

- コニーちゃんリスト
  - ドコドココニーちゃん
  - ドレドレコニーちゃん
  - ミテミテコニーちゃん
  - ラッキーコニートランプ
  - ゴー！ゴー！コニーちゃん
  - ジャカジャカジャンケン
  - コニーズクッキング
  - コニーにおまかせ
  - ♪	バブルバスガール
  - ♪	クリスマスソング

- のりものリスト
  - アスファルトフィニッシャー
  - エキスカベーター
  - 駅の一日
  - 踊り子号
  - 川のせいそうしゃ
  - クレーン車
  - こうしょさぎょうしゃ
  - こくどうせいそうしゃ
  - しんかんせんをはこぶ
  - 高いところにある駅
  - タグボート
  - 電車の一日
  - トンネルのせいそうしゃ
  - 日本で一番低い駅
  - のぞみ号たんけん
  - のぞみ号のできるまで
  - ヘリコプタ－のしごと
  - 北斗星
  - リニアモーターカー
  - レールをはこぶ
  - ロードローラー
  - ろめん電車

- しぜんリスト
  - 星のうごき
  - 木　こおり
  - タオルがこおる
  - 風紋（ふうもん）
  - 塩の結晶
  - 雪がふる
  - 砂丘
  - 雲
  - 木の葉
  - 雪の結晶
  - シャボン玉
  - まるのダンス
  - 太陽のうごき
  - 動く植物
  - 温室
  - 食中植物
  - スイトピーの色の変化
  - チューリップ
  - つぼみ
  - 春の花
  - 冬の植物
  - 綿
  - 夜咲く花

## スタッフ
- プロデューサー：小畑芳和、野口三和子、小杉雅博
- ディレクター：小野伸哉
- 脚本：内田英一
- 演出：山田洋久
- 制作・著作：BSフジ、フジテレビKIDS